# Ernest Solvay

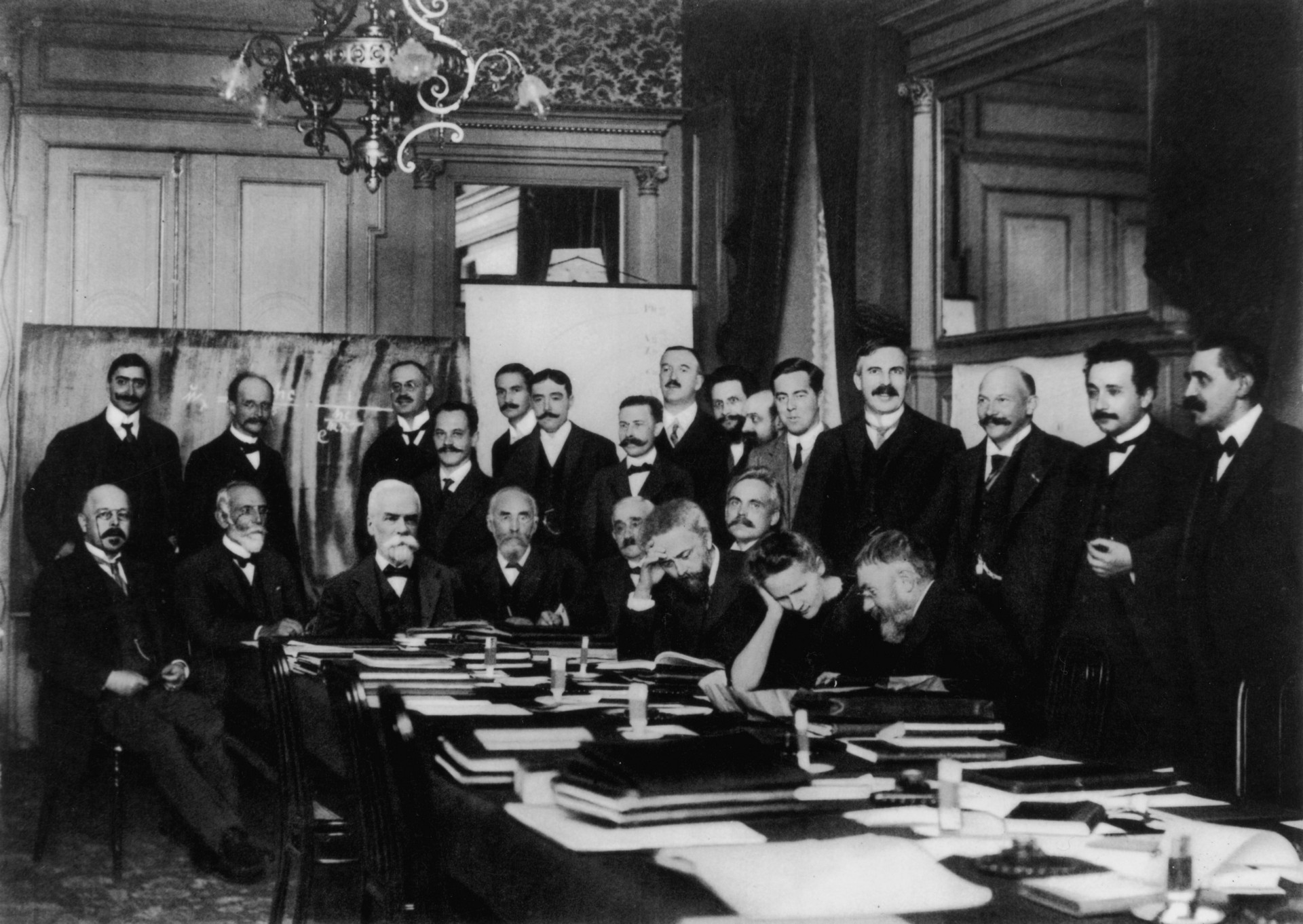
Deltagarna vid Conseil Solvay 1911; Ernest Solvay är tredje sittande från vänster. (Fotomontage)

Ernest Solvay, född 1838 i Rebecq vid Bryssel, död 1922 i Bryssel, var en belgisk kemist, uppfinnare, företagare och filantrop.

## Biografi
Solvay mottog vid 22 års ålder en underdirektörsplats vid ett gasverk i en av Bryssels förstäder och uppfann där den så kallade ammoniak-soda-processen eller Solvay-processen, på vilken det första belgiska patentet utställdes 1861, och anlade 1863 en liten försöksfabrik vid Bryssel, som två år senare följdes av en större vid Charleroi. 1869 utställde Solvay sin soda i Paris. Metoden var emellertid ännu ej ekonomiskt bärkraftig; men 1871 uttogs en del viktiga tillsatspatent, och en 1872 igångsatt, för den tiden kolossalt stor fabrik utanför Nancy visade sig med framgång kunna tävla med de äldre sodafabrikerna, och en ännu större fabrik uppfördes för denna fabrikation i England av den sedermera berömda världsfirman Brunner, Mond & Co.
Den påtagliga framgången väckte intresset för den nya metoden i uppfinnarkretsar, och en hel del patent avseende förbättringar i metoden och delaktighet i den hägrande vinsten uttogs. Själv arbetade också Solvay oförtröttat i samma riktning. Något bättre vitsord kan ej ges åt Solvay än det, att de av andra utförda förbättringarna, som någon tid infördes i fabrikationen, alltid fick vika för Solvays egna anordningar. Den ledande principen vid Solvays metod är iakttagande av den största sparsamhet med arbete och material.
Den ekonomiska framgången kan betecknas som sagolik. Storartade anläggningar efter Solvays mönster anlades i England, Tyskland,
Frankrike, Österrike, Ryssland och USA; de stod under ledning av Société Solvay i Bryssel. På detta sätt hade Solvay lyckligt löst det gamla problemet om sodas framställning ur koksalt och kolsyra med ammoniak som förmedlare av processen. De stora rikedomar, som Solvay samlade, använde huvudsakligen för filantropiska (särskilt bland hans arbetarskaror) och vetenskapliga ändamål. Villkoren för de Solvay-anställda avseende arbetstid, semester och pension, var för sin tid mycket förmånliga.
Han skänkte Université Libre de Bruxelles (ULB) en hel fakultet, École des sciences politiques et sociales, med fyra sektioner (för politiska, socialekonomiska, sociala och koloniala vetenskaper). Vidare skänkte han Bryssel en handelshögskola med fyraåriga lärokurser (1903); den heter sedan 2008 Solvay Brussels School of Economics and Management och ingår i ULB. Han har inrättat präktiga laboratorier för ren och tillämpad kemi i Bryssel samt ett internationellt fysiskt (1911) och kemiskt (1913) institut. Färdigställandet av det senare fördröjdes av första världskriget. Vid dessa institut anordnas från 1911 Solvay-konferenser, vanligen vart tredje år, med fokus på stora olösta problem inom fysik och kemi. Detta år anordnades Conseil Solvay, världens första internationella fysikkonferens, med särskilt inbjudna, och framgången med denna ledde till att Solvay-konferenserna från 1912 inrättades som regelbundet återkommande.
I Parc Leopold i Bryssel inrättade han två stora institut (Instituts Solvay), ett för fysiologi och ett för sociologi, som ger ut två tidskrifter. Ett institut för energetik inrättades i Paris. Till Vetenskapsakademin i Berlin skänkte han vid 50-årsjubileet av hans sodatillverkning (1913) medel för inrättande av en akademikerplats i de tekniska vetenskaperna.
På grund av sina utomordentliga förtjänster om Belgiens utveckling åtnjöt Solvay högre anseende i detta land än kanske någon annan dess borgare. Det väckte 1914 mycken uppmärksamhet, att den 76-årige Solvay, som, om man undantar belgisk vetenskap, alltid framför andra gynnat och understött tysk vetenskap, blev jämte två andra Brysell-borgare tagen som gisslan för att försäkra den tyska arméledningen om, att den enorma krigsskatt, som pålagts Bryssel, skulle inbetalas.
Solvay var 1893-1900 medlem av Belgiens senat för liberala partiet, och genomdrev i denna roll olika sociala reformer.

## Utmärkelser
- Asteroiden 7537 Solvay är uppkallad efter honom.[12]

- Officer av Leopoldorden,  23 februari 1879[4]
- Hedersdoktor vid Université libre de Bruxelles,  1898[7]
- Kommendör av Leopoldsorden,  8 maj 1900[4]
- Hedersdoktor vid Universitetet i Genève,  1909[8]
- Leibniz guldmedalj,  1909
- Storofficer av Leopoldsorden,  10 september 1913[4]
- Statsminister i Belgien,  21 november 1918[4]
- Storkors av Leopoldorden,  december 1918[4]
- Storkorset av Alfons XII:s orden,  1919[9]
- Storofficer av Hederslegionen,  7 november 1919
- Hedersdoktor vid universitetet i Nancy,  1920[10]
- Riddare av Hederslegionen[4]

[Redigera Wikidata]